# 권영대 (축구 선수)
권영대(1963년 3월 13일 ~ )는 대한민국의 축구 선수이며, 포지션은 수비수이다.